# Sistemas bismarckianos

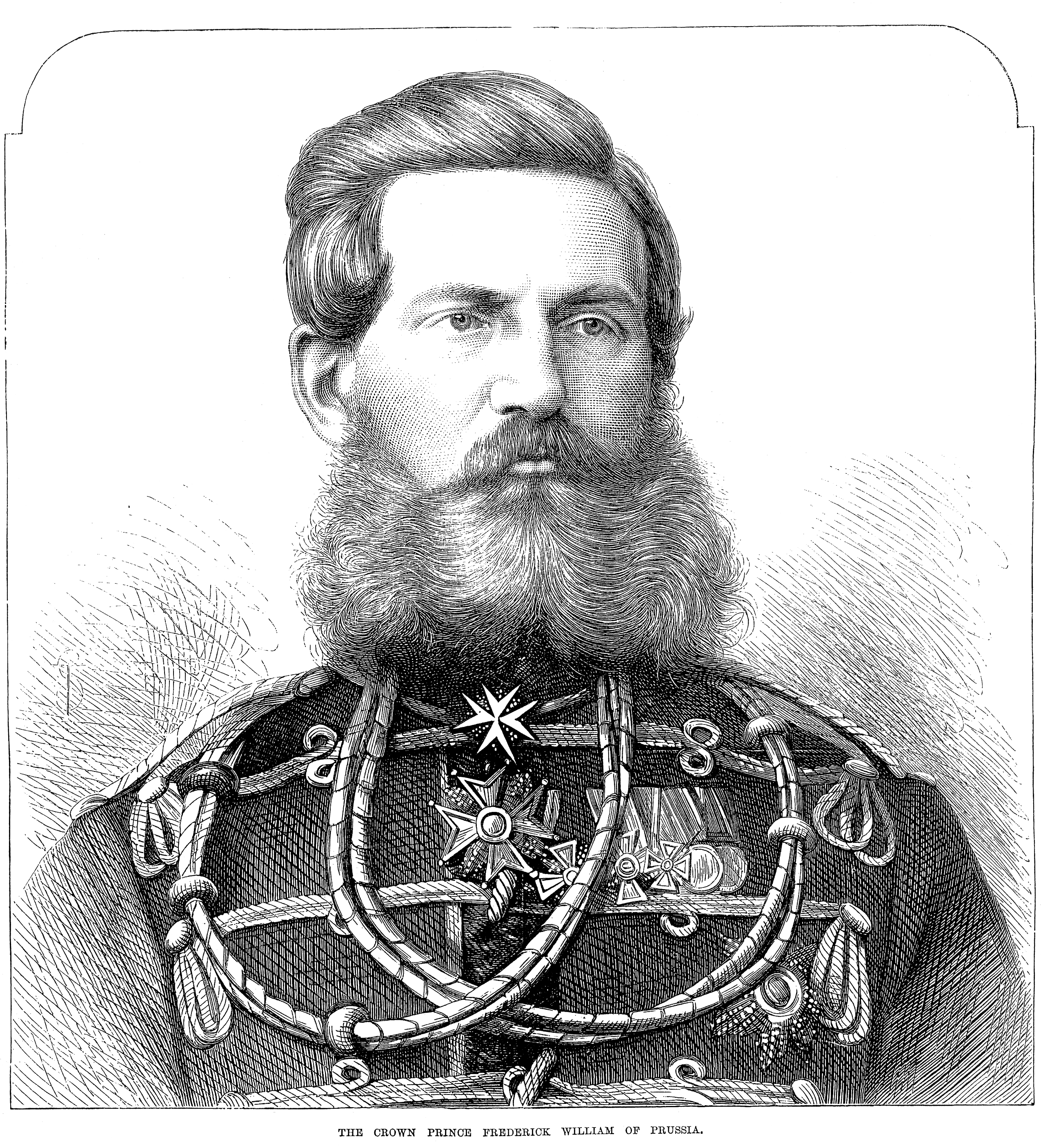
El emperador alemán Federico III en 1870.

Los Sistemas bismarckianos es el nombre con el que los historiadores denominan al sistema de alianzas internacionales que Otto von Bismarck patrocinó después de la guerra franco-prusiana para aislar a Francia y evitar así su hipotética venganza tras la derrota de 1871. Su duración por casi dos décadas evitó el conflicto directo entre las grandes potencias europeas hasta la Primera Guerra Mundial. 

## Antecedentes

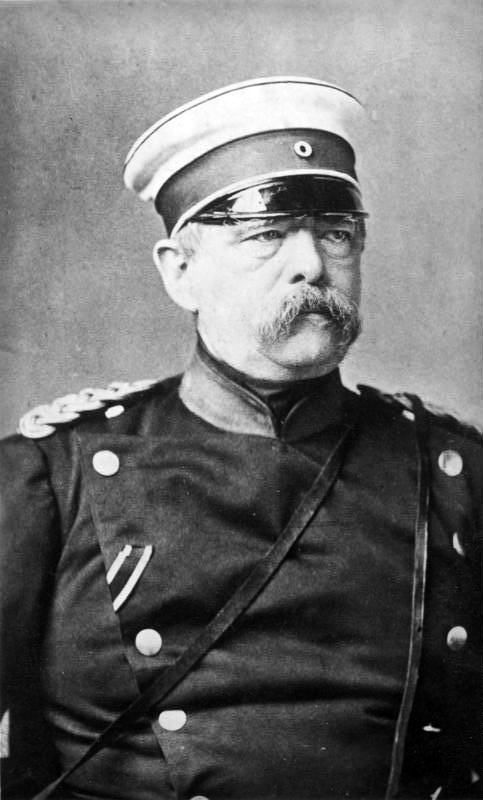
Otto von Bismarck.

En 1871 Alemania derrota militarmente a Francia acabando con el Segundo Imperio francés de Napoleón III y sustituyendo a Francia en la hegemonía europea desde entonces. 
Por los próximos 23 años, Alemania se convertirá, no solo en la potencia continental de Europa, con la mirada vigilante y, en ocasiones colaboradora de Gran Bretaña, Austria y Rusia, sino también en árbitro de la política internacional. 
Bismarck, quien para entonces era jefe de gobierno de Prusia, es nombrado por el emperador alemán Guillermo I (antecesor de Federico III) canciller de Alemania y le encarga como tal que diseñe una política que evite las represalias francesas. Esta se denominaría “Realpolitik” (“Política pragmática”) llevada a la práctica por un sistema de alianzas denominado sistemas Bismarckianos.

## Sistemas de alianzas

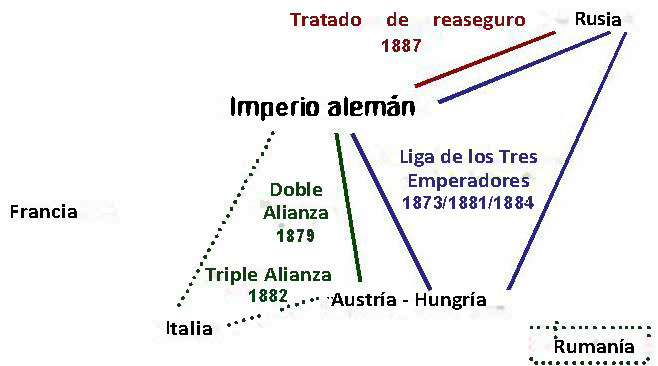
Esquema del sistema de alianzas entre naciones ideado por Otto von Bismarck.

Además de promover los movimientos republicanos en el interior francés y dificultar alianzas del país galo con las grandes potencias europeas, creó un sistema de alianzas internacionales. Habitualmente se dividen los sistemas bismarckianos en tres periodos cronológicos en los que, con un exacto juego de alianzas militares acorde a los acontecimientos europeos, se buscó el aislamiento y retraso en el rearme como potencia de Francia. 
El primer sistema abarca los años 1871-1878. En la denominada “Liga de los Tres Emperadores”, Alemania se alía a Austria-Hungría en 1871 y a Rusia en 1873 de forma individual en una alianza en la que los países se comprometían a la defensa mutua en caso de agresión de un tercero, así como el apoyo bélico si era Alemania la que atacaba al tercer país. Entre Austria y Rusia se creaba una entente que sólo contemplaba el aspecto defensivo ante la agresión exterior. Este sistema terminó con el conflicto de los balcanes de 1877-1878.

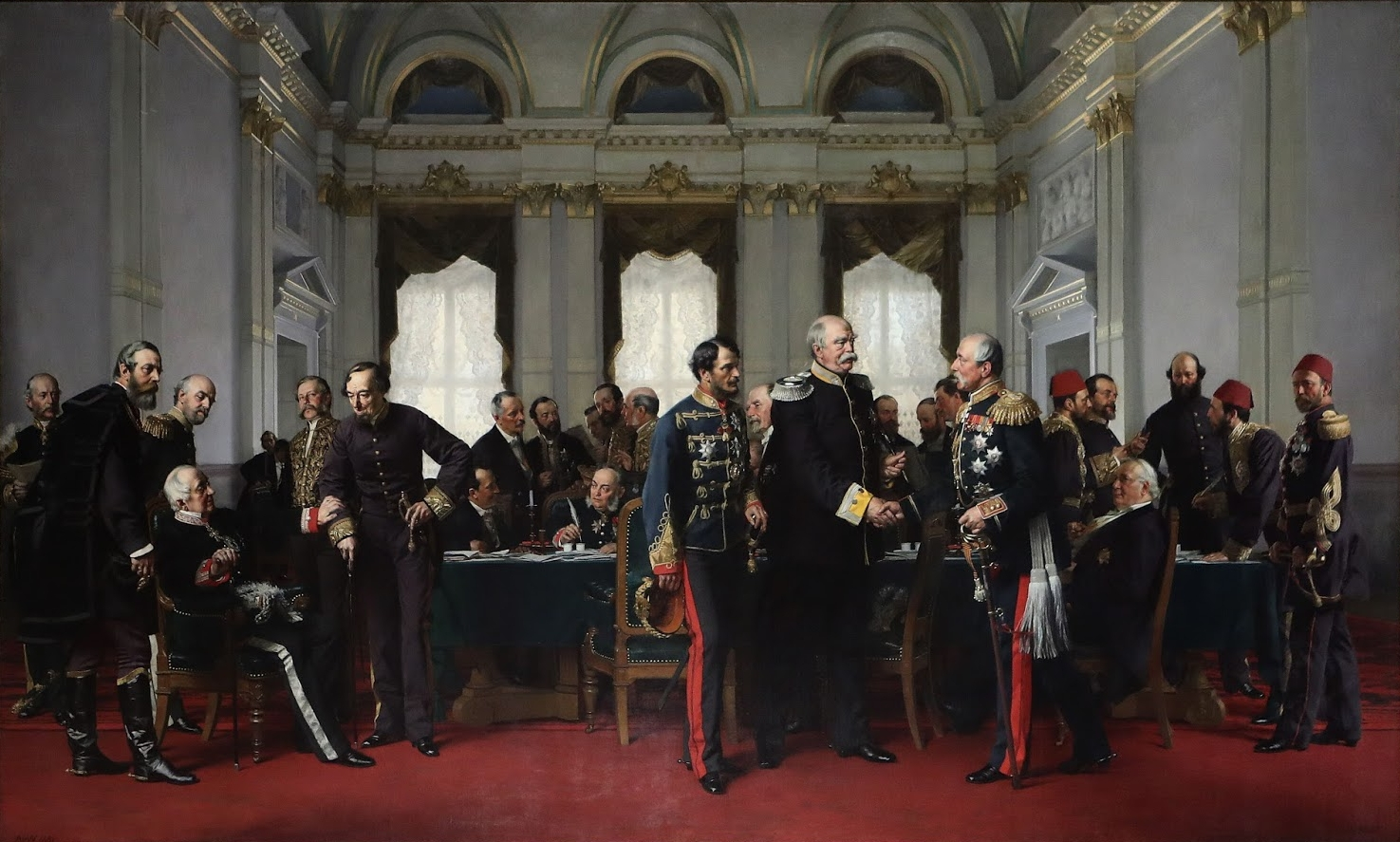
Congreso de Berlín, pintado por Anton von Werner, en el centro Otto von Bismarck.

Tras el Congreso de Berlín que concluía la guerra balcánica en 1878, Bismarck promueve un segundo sistema de alianzas en el que añade al primero la alianza con Italia. Este sistema estaría en vigor hasta 1887, año en el que se revisa, dando origen al tercer sistema. Éste se puede considerar como una continuación del anterior, ampliado por algunos pactos como los Acuerdos del Mediterráneo.  
Ante los acontecimientos europeos, especialmente en la península balcánica y para contrarrestar la expansión rusa en la zona a costa del Imperio otomano, Gran Bretaña entra en un pacto con la alianza del segundo sistema (Pacto del Mediterráneo, 1887) que mantenga el statu quo y defienda la debilitada posición turca en el oriente mediterráneo.

## Consecuencias
Los sistemas bismarckianos se mostraron eficaces durante los casi 20 años que duraron pues Alemania controló el ascenso de Francia de nuevo al rango de potencia europea durante ese tiempo, mientras alentaba en ocasiones y en otras desarmaba conflictos y crisis, según su propia conveniencia. Bismarck fue destituido por desavenencias con el sucesor de Guillermo I, el emperador Guillermo II, en 1890, lo que provocó la extinción de los sistemas que habían propiciado el periodo más largo de paz en Europa de todo el siglo XIX.
Aunque formalmente la crisis internacional no llegaría a su punto álgido hasta 1914, con la Primera Guerra Mundial, desde 1890 la política expansionista y colonialista de Guillermo II no haría sino echar leña a un fuego que terminaría acabando con el Imperio alemán y con la denominada “Gran Paz” (1871-1914) o "Paz armada".